# Coelostoma vitalisi
Coelostoma vitalisi – gatunek chrząszcza z rodziny kałużnicowatych i podrodziny Sphaeridiinae. Występuje na wschodzie Palearktyki i w krainie orientalnej.

## Taksonomia
Gatunek ten opisany został po raz pierwszy w 1923 roku przez Armanda d’Orchymonta. W obrębie rodzaju Coelostoma ten zaliczany jest do podrodzaju nominatywnego, Coelostoma s.str, który w faunie dalekowschodniej reprezentują również C. fallaciosum, C. orbiculare, C. subditum i C. vividum.

## Morfologia
Chrząszcz o szeroko-owalnym, silnie wysklepionym ciele długości od 4,1 do 4,7 mm oraz szerokości od 2,5 do 2,8 mm. Cały wierzch ciała ubarwiony jest jednolicie czarno, tylko krawędzie wargi górnej są zażółcone. Głowa zaopatrzona jest w przeciętnych rozmiarów oczy złożone z głęboko wykrojonymi krawędziami wewnętrznymi. Czułki zbudowane są z dziewięciu członów, z których te końcowe formują luźno zestawioną buławkę. Punktowanie pokryw jest gęste, po bokach nieformujące szeregów. Rządek przyszwowy obecny jest w tylnej połowie pokrywy. Przedpiersie jest w części środkowej w nabrzmiałe. Środkowa część śródpiersia (mezowentrytu) wyniesiona jest silnie ku tyłowi tworząc wyrostek międzybiodrowy w kształcie grotu strzały. Zapiersie (metawentryt)  ma silnie wyniesioną ku przodowi część środkową, wnikającą pomiędzy biodra środkowej pary, gdzie styka się z wyrostkiem śródpiersia. Odnóża środkowej pary mają uda porośnięte mocnymi i rozproszonymi szczecinkami. Odwłok ma piąty z widocznych sternitów (piąty wentryt) pozbawiony szeregu tęgich szczecin na tylnej krawędzi. Genitalia samca mają długi na około 0,8 mm edeagus z krótkim i szerokim, na szczycie szeroko kanciastym płatem środkowym. Duży i szeroki gonopor umieszczony jest na nim przedwierzchołkowo. Dłuższe od płata środkowego paramery są zakrzywione do wewnątrz i mają na wierzchołkach po kępce szczecinek.

## Ekologia i występowanie
Owad ten jest szeroko rozprzestrzeniony w krainie orientalnej oraz w południowo-wschodniej części Palearktyki. W Chinach znany jest z Guangdongu, Hajnanu, Junnanu, Kuangsi oraz Szantungu. Ponadto podawany jest z Japonii, Tajwanu, Nepalu, Indii, Sri Lanki, Kambodży, Tajlandii, Wietnamu, Malezji, Singapuru i Indonezji.
Jest chrząszczem wodnym, związanym z wodami słodkimi i ich pobrzeżami. Postacie dorosłe przylatują do sztucznych źródeł światła, ale tylko przez pierwsze około dwie godziny po zmierzchu; nie obserwuje się ich później w nocy.